# Lin Que
Lin Que (англ. Linque Ayoung, род. 8 марта 1969) — американская исполнительница «женского хип-хопа».

## Биография
Окончила среднюю школу при соборе на Манхэттене в 1987 году. Lin Que была известна как Isis и состояла в хип-хоп коллективе Blackwatch Movement (который включал в себя X Clan). В 1990 году во время работы с Blackwatch выпустила свой дебютный альбом Rebel Soul.
Lin Que покинула X-Clan для работы с MC Lyte, взяв псевдонимом «Lin Que», который впоследствии закрепился за ней. Далее Lin Que выпускает пару синглов для SME Records и Elektra Records. В конце концов она пошла в A&R «работа и графический дизайн», и кроме того, появилась мельком в «He Got Game» Спайк Ли и «Who’s The Man?» Тед Демме.
Lin Que в том числе сотрудничала с различными артистами, такими как Will Downing, Mary J. Blige, Queen Latifah, MC Lyte, Smif-N-Wessun, the Beatnuts, Monifah, Ce Ce Peniston и другими.
Lin Que не долго состояла в связанной с Wu-Tang Clan группе Deadly Venoms. Она покинула группу сразу же, как был записан (но так и не выпущен) её дебютный альбом, после чего она стала писать музыку с такими продюсерами как Sugar Al Cayne, Azteknique, and Ayatollah. Вскоре, был выпущен сингл Let It Fall, записанный совместно с MC Lyte.
В 2007 году выпустила альбом под названием Godspeed .
В конце 2009 года, запустила движение «We Are the Girl», выпустив сингл «Suga-Coated» при участии девяти девушек-МС (Mala Reignz, Knewdles, Bless Roxwell, Alana, Paula Perry, Toni Blackman, J-Boo, и Tiye Phoenix) и певицей Рэйчел Уолкер. Все средства, вырученные с этого сингла перешли к Susan G. Komen for the Cure в качестве благотворительности, для лечения рака груди.

## Дискография
- Rebel Soul, 4th & B’way/Island/PolyGram Records 444 030 (North America)/848 438 (international), 1990.
- GODspeed, издано своими силами, 2007.